# 愛撫 (中森明菜の曲)
「愛撫」（あいぶ）は、日本の歌手中森明菜の楽曲。この楽曲は中森の28枚目のシングルとして、「片想い」と共に両A面シングルで1994年3月24日にMCAビクターよりリリースされた (8cmCD: MVDD-10004)。

## 背景
「愛撫」は、1993年9月発売のスタジオ・アルバム『UNBALANCE+BALANCE』からの2枚目のシングルとして、1994年3月24日にCDシングル (8cmCD: MVDD-10004)でリリースされた。シングルとしては、前作「Everlasting Love ・ NOT CRAZY TO ME」に続く両A面シングルとなり、「片想い / 愛撫」として「片想い」と共に発表された。「愛撫」はこのシングル盤には2曲目として収録された。「愛撫」は、 松本隆が作詞を手掛け、小室哲哉が作曲と編曲を務めた楽曲である。1992年夏から制作が開始されていたスタジオ・アルバム『UNBALANCE+BALANCE』の中で最初にレコーディングされたのがこの「愛撫」と同じく小室作・編曲である「NORMA JEAN」であったという。この作品はシングル化を想定して制作されていたが、1993年春の発売直前に最終的にMCAビクター移籍第1弾シングルに選ばれたのは、坂本龍一プロデュースの楽曲「Everlasting Love」であったとレコード・プロデューサーの川原伸司はリリースの経緯を明かしている。
シングルとしてリリース以後も、「愛撫」はファンから高い評価を集めた。これを受けて1996年8月には、「愛撫」を手掛けた小室プロデュースによるシングル「MOONLIGHT SHADOW-月に吠えろ」がリリースされた。

## 批評
『CDでーた』はスタジオ・アルバム『UNBALANCE+BALANCE』のレビューにて、このアルバムの2曲目として配置された「愛撫」の楽曲の音楽性について、「きらびやかなポップ・ロック」とコメントした。

## チャート成績
「愛撫」は、スタジオ・アルバム『UNBALANCE+BALANCE』発売直後の1993年10月28日付と同年11月4日付の有線チャートで最高順位3位を記録している。シングル・リリース後、「愛撫」は「片想い」と共にオリコン週間シングルチャートにランクインし、1994年4月4日付の同チャートで初登場21位を記録後、翌々週の1994年4月18日付の同チャートで最高順位17位を記録した。同チャートには、計8週にわたってランクインしている。

## ライブ・パフォーマンス
「愛撫」は、スタジオ・アルバム『UNBALANCE+BALANCE』発売直前にあたる1993年9月17日に放送されたテレビ朝日系の音楽番組『ミュージックステーション』で歌唱後、発売直後にあたる同年10月15日の放送の同番組でも歌唱した。シングルとしてリリース後も、1994年4月1日放送の『ミュージックステーションSPECIAL』にて「愛撫」を「片想い」と共に披露している。また、「愛撫」の作曲と編曲を手掛けた小室とは、1995年4月5日放送のフジテレビ系音楽番組『95夜のヒットスタジオ・グレートアーティスト・超豪華!春のスペシャル』にてこの楽曲で共演した。

## 収録曲
| #         | タイトル                         | 作詞       | 作曲      | 編曲      | 時間  |
| --------- | -------------------------------- | ---------- | --------- | --------- | ----- |
| 1.        | 「片想い」                       | 安井かずみ | 川口真    | 千住明    | 3:54  |
| 2.        | 「愛撫」                         | 松本隆     | 小室哲哉  | 小室哲哉  | 5:13  |
| 3.        | 「片想い」(オリジナル・カラオケ) |            |           |           | 3:54  |
| 4.        | 「愛撫」(オリジナル・カラオケ)   |            |           |           | 5:13  |
| 合計時間: | 合計時間:                        | 合計時間:  | 合計時間: | 合計時間: | 18:14 |

## 収録アルバム
- 『UNBALANCE+BALANCE』、『UNBALANCE+BALANCE+6』[3][20]
- 『true album akina 95 best』[21]
- 『歌姫伝説 〜90's BEST〜』[22]

## 参照